# Jewgeni Serafimowitsch Lowtschew

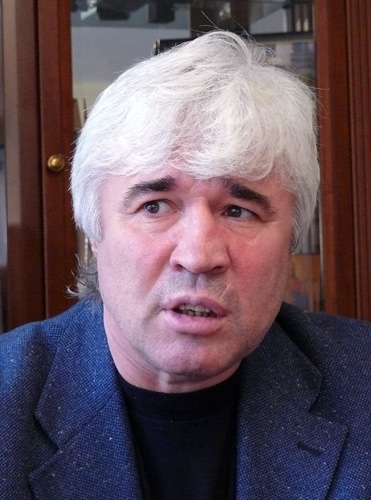
Lowtschew im Jahr 2007

Jewgeni Serafimowitsch Lowtschew (russisch Евгений Серафимович Ловчев; * 29. Januar 1949 in Krjukowo, Oblast Moskau) ist ein früherer sowjetischer Fußballspieler und Fußballtrainer.
Von 1969 bis 1978 spielte Lowtschew als Verteidiger für Spartak Moskau. Mit dieser Mannschaft wurde er 1969 sowjetischer Meister und 1971 sowjetischer Pokalsieger. Im Jahr 1972 wurde er zum sowjetischen Fußballer des Jahres gewählt. Von 1979 bis 1980 spielte er für Dynamo Moskau und 1980 für Krylja Sowetow Samara.
Zwischen 1969 und 1977 absolvierte Lowtschew 52 Spiele für die sowjetische Nationalmannschaft und nahm 1970 an der WM in Mexiko teil. Bei den Olympischen Spielen 1972 in München gewann er mit dem sowjetischen Team die Bronzemedaille.
Nach seiner aktiven Karriere trainierte er in den 1980er Jahren unterklassige sowjetische Vereine. Später machte er sich als Futsal-Trainer einen Namen und trainierte von 2001 bis 2003 die Russische Futsalnationalmannschaft.